# Pierre Davantès l'aîné
Pierre Davantès l’aîné, dit Antesignanus (1525-1561) est un humaniste et un musicien actif à Lyon et Genève au milieu du XVIe siècle.

## Biographie
Il est fils de Jean Davantès, dit de La Helete, et né à Rabastens-de-Bigorre, diocèse de Tarbes. Il fait ses études à Avignon (une ville où les Juifs étaient nombreux au XVIe siècle, protégés par la puissance pontificale, d'où peut-être son goût pour les études hébraïques). Il est marié avec Jeanne de Lafont, et resté sans enfant.

### Lyon
Il passe à Lyon où il enseigne le latin, le grec et l'hébreu au début des années 1550. C’est là qu’il publie des travaux sur Térence et des ouvrages de grammaire grecque, peut-être là qu’il prend le surnom d’« Antesignanus », mot latin signifiant « soldat de première ligne ». Dans un livre publié par son ami Pierre Coustau en 1554 figure une longue épître de Davantès à Coustau datée du 3e jour du mois de Tevet 5314 (8 décembre 1553), écrite dans un hébreu littéraire. Entre 1554 et 1557, il coédite avec l'imprimeur Macé Bonhomme trois éditions de la grammaire grecque de Nicolaes Cleynaerts, outre l'ouvrage de Coustau cité plus haut. Il y appose sa marque avec une devise en hébreu. Ceci indique qu'il a non seulement fréquenté le milieu des imprimeurs érudits, mais qu'il a aussi investi dans l'édition de quelques œuvres.

### Genève
Il est reçu habitant de Genève le 6 mars 1559. Il y a probablement professé - il est déclaré « escolier » dans le registre de décès - et s’est lié au milieu des musiciens et des libraires : il est en effet tuteur des enfants de feu l’imprimeur Michel Du Bois, avec l’imprimeur Jacques d’Arbilly. En tout cas, même s’il avait pu être correcteur à l’occasion, comme certains humanistes, il ne fut sûrement pas imprimeur (le psautier qu’il édite en 1560 est imprimé par Michel Du Bois).
Il teste le 29 août 1561, demeurant à cette époque en la grande Boucherie, et meurt le 31 août 1561 de fievre continue, âgé de 36 ans(sa mort est mentionnée dans une lettre de Jean Calvin, de qui il a été un intime). Il institue son frère Pierre le jeune son héritier universel, libraire, et déshérite son autre frère Jean Roy.

## Œuvres littéraires

### Le grammairien helléniste
Avant tout, Davantès est connu comme éditeur de la grammaire de Nicolaes Cleynaerts, dont il donne plusieurs éditions : Institutiones linguae Graecam N. Clenardo authore, cum scholiis P. Antesignani Rapistagnensis.
- Lyon : Macé Bonhomme pour lui-même et Pierre Davantès, 1554. 4°. Contient une épître dédicatoire de Davantès à Pierre Labadens (Lyon, 10 avril 1554). Cf. Schwarzfuchs 2008 n° 85.
- Lyon : Macé Bonhomme pour lui-même et Pierre Davantès, 1557. 4°. Cf. Schwarzfuchs 2008 n° 92.
- Altera editio... Lyon : Macé Bonhomme pour lui-même et Pierre Davantès, 1557. 4°. Cf. Schwarzfuchs 2008 n° 93. Contient en plus le De thematis... libellus de Davantès. Même épître que l'édition de 1554.
- Lyon : Antoine Gryphe, 1564.
- Lyon : Antoine Gryphe (impr. Genève : Jérémie Des Planches), 1580. 4°, 414 p.
- Lyon : Benoît Rigaud, 1590 (impr. Antoine Roussin).
- Lyon : Hugues de La Porte, Frères de Gabiano, 1593 puis 1594. 8°, 1002 p.
- Lyon : Jacques Roussin, 1596.
- Lyon : Jean Pillehotte : 1599.

Ses travaux sont republiés plus tard en étant consolidés avec d’autres sources :
Praxis seu usus praeceptorum grammatices graecae. – La Rochelle : Jérôme Haultin, 1587.
Universa grammatica Graeca : ex diversis auctoribus per Alexandrum Scot... prius constructa.... - Lyon : Jean Pillehotte, 1613.

### L'éditeur de Térence
Davantès est également l’éditeur des comédies de Térence, qu’il publie sous trois formes (le privilège date de 1556) :
- d’abord avec de petites notes, les sommaires des scènes, l’accentuation et la scansion.
- ensuite avec des notes étendues sur les divers interprètes de l’œuvre,
- enfin avec de nouvelles notes, la traduction en français et la paraphrase des trois premières.

Ce sont :
- Terentius, in quem triplex edita est P. Antesignani Rapistagnensis commentatio. Editio primi exemplati. – Lyon : Macé Bonhomme, 1560. 8°, 383 p. Edition partagée avec Antoine Vincent.
- Terentius, in quem triplex edita est P. Antesignani Rapistagnensis commentatio. Editio secundi exempl. – Lyon : Macé Bonhomme, 1560. 8°. Édition partagée avec Antoine Vincent. Cf. Schwarzfuchs 2008 n° 110, Baudrier X p. 264. Contient une épître dédicatoire de Davantès à Antoine, Jean et Théophile Sarrasin, fils de Philibert Sarrasin, du 1er décembre 1559.
- Terentius, in quem triplex edita est P. Antesignani Rapistagnensis commentatio. Tertium exemplar, ex omnium interpretum commentaris compendiosam expositionem. - Lyon : Macé Bonhomme, 1560. 8°, 532 p.

## Œuvres musicales

### Les dernières mélodies duPsautier de Genève
C’est à Davantès que Pierre Pidoux a attribué la composition des dernières mélodies du Psautier de Genève. Les archives de Genève révèlent qu’en juin 1561 la Bourse de étrangers avait délivré 30 florins à un mystérieux « Maistre Pierre le chantre » :
f. 58v : A Me Pierre pour avoir mis les psalmes en musique : 10 ff.
f. 59r : Despens extraordinaires faicts pour les pauvres au moy de juillet 1561 : Rendu à Monsr de Beze qu’il avoit bailé à Me Pierre le chantre pour les psalmes en musique oultre les proffits cy dessus : 20 ff 5s.
L’analyse faite par Pierre Pidoux des dernières mélodies composées pour être adaptées aux derniers psaumes traduits par Théodore de Bèze a conclu que Pierre Davantès est très probablement l’homme qui se cache sous ce Maistre Pierre Il y a décelé une manière ne pouvant provenir que d’un humaniste sensible à la rime, à la prosodie, à la mélodie, qui recourt aussi à des mélodies anciennes ou qui contrepointe des mélodies antérieures. La familiarité de Davantès avec des musiciens comme avec Calvin, la finesse et la qualité du travail incitent à lui attribuer ces mélodies. Ce faisant, Davantès a continué et achevé l'œuvre de Guillaume Franc et de Loys Bourgeois.

### Le psautier de 1560

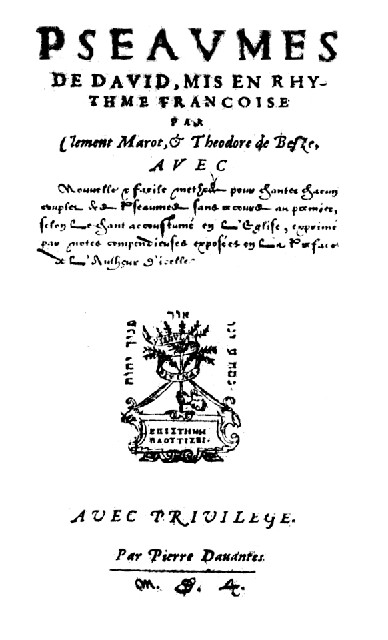
La page de titre du psautier de Pierre Davantès (Genève, 1560), partiellement composée en caractères de civilité).

Enfin en 1560 Davantès publie un psautier imprimé en caractères de civilité, intitulé Pseaumes de David, mis en rythme francoise par Clement Marot & Théodore de Besze, avec nouvelle & facile methode pour chanter chacun couplet des pseaumes sans recours au premier, selon le chant accoustumé en l’Église, exprimé par notes compendieuses exposées en la préface de l’autheur d’icelles. Cette édition existe sous le nom de Davantès et sous celui de Michel Du Bois, un imprimeur genevois qui imprimait de la musique à l’occasion. Il reçut pour cela un privilège du Conseil de Genève le 23 mai 1560, prolongé de trois ans en date du 17 février 1561. Dans cette édition Davantès utilise une triple notation : la note sur la portée, précédée de son nom en solmisation, et une notation composée d’un chiffre et de codes divers, permettant de lire les mélodies en solmisation. Ce procédé, jamais repris, a été comparé par Pierre Pidoux à sa triple édition des comédies de Térence, pour souligner un esprit précis, patient et méthodique.

## Réception
Pierre Bayle, à l’article Antesignan de son Dictionnaire historique et critique, le considère comme un des plus fins grammairiens de son époque. Sa connaissance de la langue grecque était profonde et sa connaissance de l’hébreu honorable.